# Arquidiócesis de Corrientes
La arquidiócesis de Corrientes (en latín: Archidioecesis Corrientensis) es una circunscripción eclesiástica de la Iglesia católica en Argentina. Se trata de una arquidiócesis latina, sede metropolitana de la provincia eclesiástica de Corrientes. Desde el 22 de febrero su arzobispo es José Larregain de la Orden de Frailes Menores.

## Territorio y organización

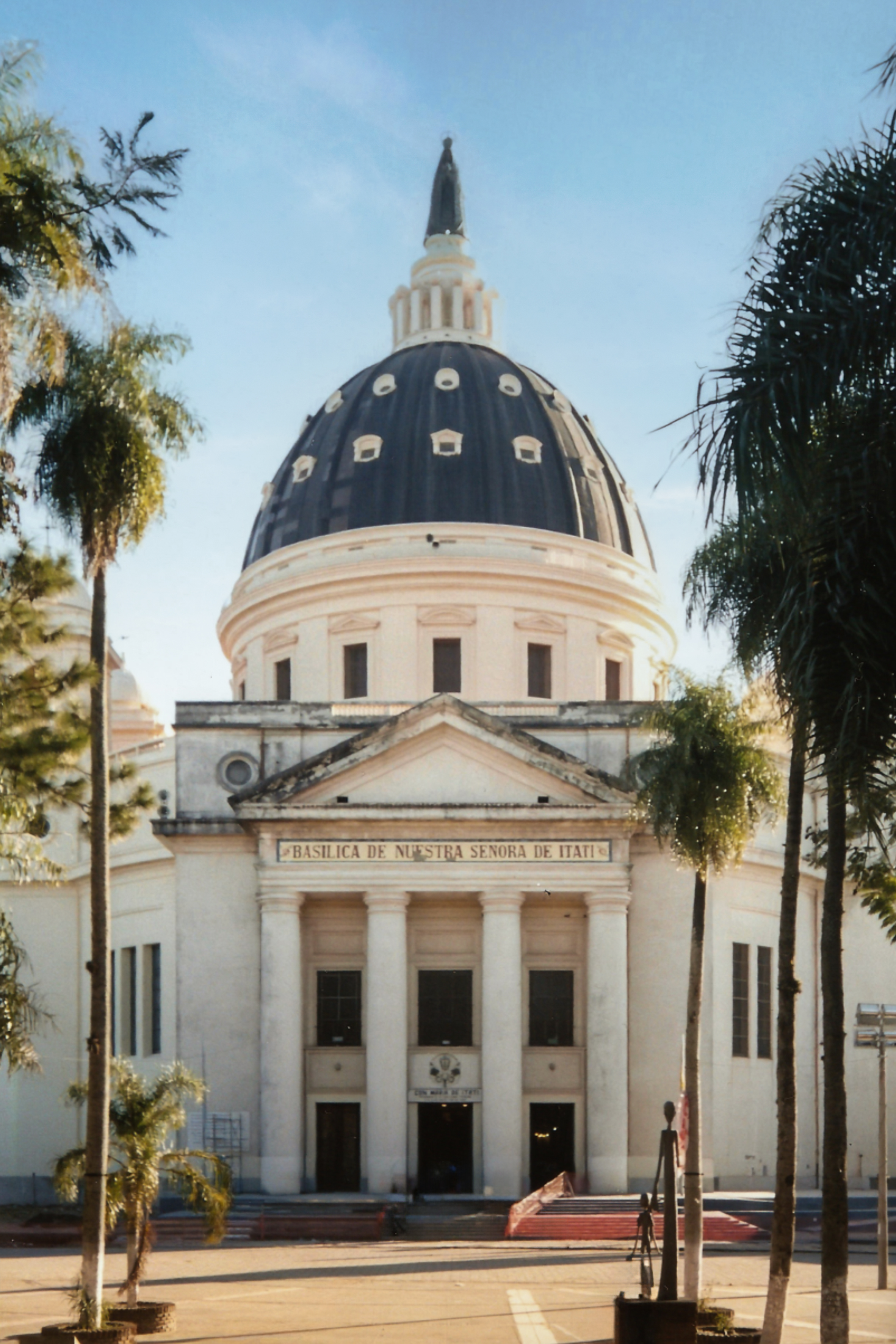
Basílica de Nuestra Señora de Itatí

La arquidiócesis tiene 26 218 km² y extiende su jurisdicción sobre los fieles católicos de rito latino residentes en 13 departamentos de la provincia de Corrientes: Bella Vista, Berón de Astrada, Capital, Concepción, Empedrado, General Paz, Itatí, Mburucuyá, Saladas, San Cosme, San Luis del Palmar, San Miguel y San Roque.
La sede de la arquidiócesis se encuentra en la ciudad de Corrientes, en donde se halla la Catedral de Nuestra Señora del Rosario. En Itatí se encuentra la basílica menor de Nuestra Señora de Itatí.
En 2021 en la arquidiócesis existían 50 parroquias.
La arquidiócesis tiene como sufragáneas a las diócesis de: Goya, Oberá, Posadas, Puerto Iguazú y Santo Tomé.
Santos patronos: Virgen de Itatí (9 de julio), Cruz de los Milagros (3 de mayo).
La arquidiócesis presenta características en común con otras diócesis del noreste argentino, varias de ellas creadas a fines de la década de 1950 y comienzos de la década de 1960, con las que comparte desafíos en común como la lucha contra la pobreza mediante el desarrollo de una «pastoral de conjunto». Ejemplo de ello es una carta redactada y firmada por el entonces arzobispo de la arquidiócesis de Corrientes y los obispos de las diócesis de Posadas, Formosa, Resistencia, Reconquista, Goya y San Roque de Presidencia Roque Sáenz Peña en septiembre de 1969, titulada Los obispos del Noreste hablan a su pueblo, en la que se enumeraron las condiciones mínimas de educación, salud, alimentación, justicia y vivienda requeridas por una persona para vivir en condiciones dignas.
Patrimonio histórico de la arquidiócesis:
- Iglesia y Convento de San Francisco, en Corrientes;
- Templo o iglesia Santísima Cruz de los Milagros, en Corrientes;
- Capilla de San Roque, en San Roque;
- Capilla de Santa Ana, en Santa Ana de los Guácaras.

## Historia
La erección de la diócesis de Corrientes fue ordenada por el papa Pío X con decreto de la Congregación Consistorial del 21 de enero de 1910 y sancionada con bula el 3 de febrero siguiente, obteniendo el territorio de la diócesis de Paraná (hoy arquidiócesis de Paraná). La nueva diócesis incluía en su totalidad el territorio de las actuales provincias de Corrientes y Misiones.
Originalmente sufragánea de la arquidiócesis de Buenos Aires, el 20 de abril de 1934 pasó a formar parte de la provincia eclesiástica de la arquidiócesis de Paraná.
El 11 de febrero de 1957 cedió el territorio de la nueva provincia de Misiones para la erección de la diócesis de Posadas mediante la bula Quandoquidem adoranda del papa Pío XII.
El 10 de abril de 1961 cedió otra porción de territorio para la erección de la diócesis de Goya mediante la bula Quotiens amplo del papa Juan XXIII. Simultáneamente fue elevada al rango de arquidiócesis metropolitana con la bula Nobilis Argentina Respublica del mismo día:

(...) Provincia ergo Corrientensis constabit, praeter Sede quam diximus, suffraganeis dioecesibus: Posadensi, a provincia Paranensi separanda, Formosensi et Resistenciae, quas distrahimus a provincia Sanctae Fidei in Argentina, et Goyanensi, hodie condita (...)

El primer obispo, Luis María Niella, fue nombrado exactamente un año después, el 3 de febrero de 1911.
El 3 de julio de 1979 cedió una porción adicional de territorio para contribuir a la erección de la diócesis de Santo Tomé mediante la bula Romani est Pontificis del papa Juan Pablo II.

## Estadísticas
Según el Anuario Pontificio 2022 la arquidiócesis tenía a fines de 2021 un total de 949 970 fieles bautizados.
| Año                                                                             | Población            | Población | Población      | Sacerdotes | Sacerdotes    | Sacerdotes    | Bautizados por sacerdote | Diáconos permanentes | Religiosos | Religiosos | Parroquias |
| Año                                                                             | Bautizados católicos | Total     | % de católicos | Total      | Clero secular | Clero regular | Bautizados por sacerdote | Diáconos permanentes | Varones    | Mujeres    | Parroquias |
| ------------------------------------------------------------------------------- | -------------------- | --------- | -------------- | ---------- | ------------- | ------------- | ------------------------ | -------------------- | ---------- | ---------- | ---------- |
| 1950                                                                            | 650 000              | 850 000   | 76.5           | 118        | 48            | 70            | 5508                     |                      | 65         | 80         | 41         |
| 1966                                                                            | 298 000              | 310 000   | 96.1           | 72         | 36            | 36            | 4138                     |                      | 36         | 87         | 25         |
| 1970                                                                            | 300 000              | 315 000   | 95.2           | 72         | 36            | 36            | 4166                     |                      | 39         | 106        | 27         |
| 1976                                                                            | 320 000              | 325 000   | 98.5           | 67         | 31            | 36            | 4776                     | 1                    | 53         | 65         | 37         |
| 1980                                                                            | 245 000              | 295 964   | 82.8           | 63         | 28            | 35            | 3888                     |                      | 56         | 67         | 35         |
| 1990                                                                            | 461 000              | 466 000   | 98.9           | 22         | 6             | 16            | 20 954                   | 3                    | 28         | 38         | 20         |
| 1999                                                                            | 494 000              | 506 000   | 97.6           | 73         | 46            | 27            | 6767                     | 7                    | 29         | 65         | 34         |
| 2000                                                                            | 506 000              | 517 718   | 97.7           | 76         | 49            | 27            | 6657                     | 7                    | 37         | 65         | 35         |
| 2001                                                                            | 518 000              | 530 318   | 97.7           | 75         | 48            | 27            | 6906                     | 7                    | 37         | 65         | 41         |
| 2002                                                                            | 480 000              | 780 778   | 61.5           | 53         | 49            | 4             | 9056                     | 8                    | 7          | 65         | 41         |
| 2003                                                                            | 789 851              | 929 236   | 85.0           | 80         | 75            | 5             | 9873                     | 8                    | 8          | 65         | 41         |
| 2004                                                                            | 865 820              | 930 991   | 93.0           | 87         | 67            | 20            | 9951                     | 20                   | 22         | 65         | 43         |
| 2006                                                                            | 880 649              | 946 936   | 93.0           | 96         | 76            | 20            | 9173                     | 21                   | 23         | 64         | 49         |
| 2013                                                                            | 941 000              | 1 011 000 | 93.1           | 92         | 65            | 27            | 10 228                   | 29                   | 47         | 61         | 52         |
| 2016                                                                            | 904 000              | 1 040 000 | 86.9           | 80         | 62            | 18            | 11 300                   | 38                   | 44         | 54         | 50         |
| 2019                                                                            | 932 185              | 1 081 700 | 86.2           | 90         | 70            | 20            | 10 357                   | 42                   | 23         | 26         | 50         |
| 2021                                                                            | 949 970              | 1 101 630 | 86.2           | 89         | 69            | 20            | 10 673                   | 42                   | 25         | 22         | 50         |
| Fuente: Catholic-Hierarchy, que a su vez toma los datos del Anuario Pontificio. |                      |           |                |            |               |               |                          |                      |            |            |            |

## Episcopologio
- Luis María Niella † (3 de febrero de 1911-30 de noviembre de 1933 falleció)
- Francisco Vicentín † (13 de septiembre de 1934-5 de abril de 1972 retirado)
- Jorge Manuel López † (5 de abril de 1972-19 de enero de 1983 nombrado arzobispo de Rosario)
- Fortunato Antonio Rossi † (26 de noviembre de 1983-7 de abril de 1994 retirado)
- Domingo Salvador Castagna (22 de junio de 1994-27 de septiembre de 2007 retirado)
- Andrés Stanovnik, O.F.M.Cap. (27 de septiembre de 2007-22 de febrero de 2025 retirado)
- José Larregain, O.F.M. (22 de febrero de 2025-actual)

## Galería de imágenes

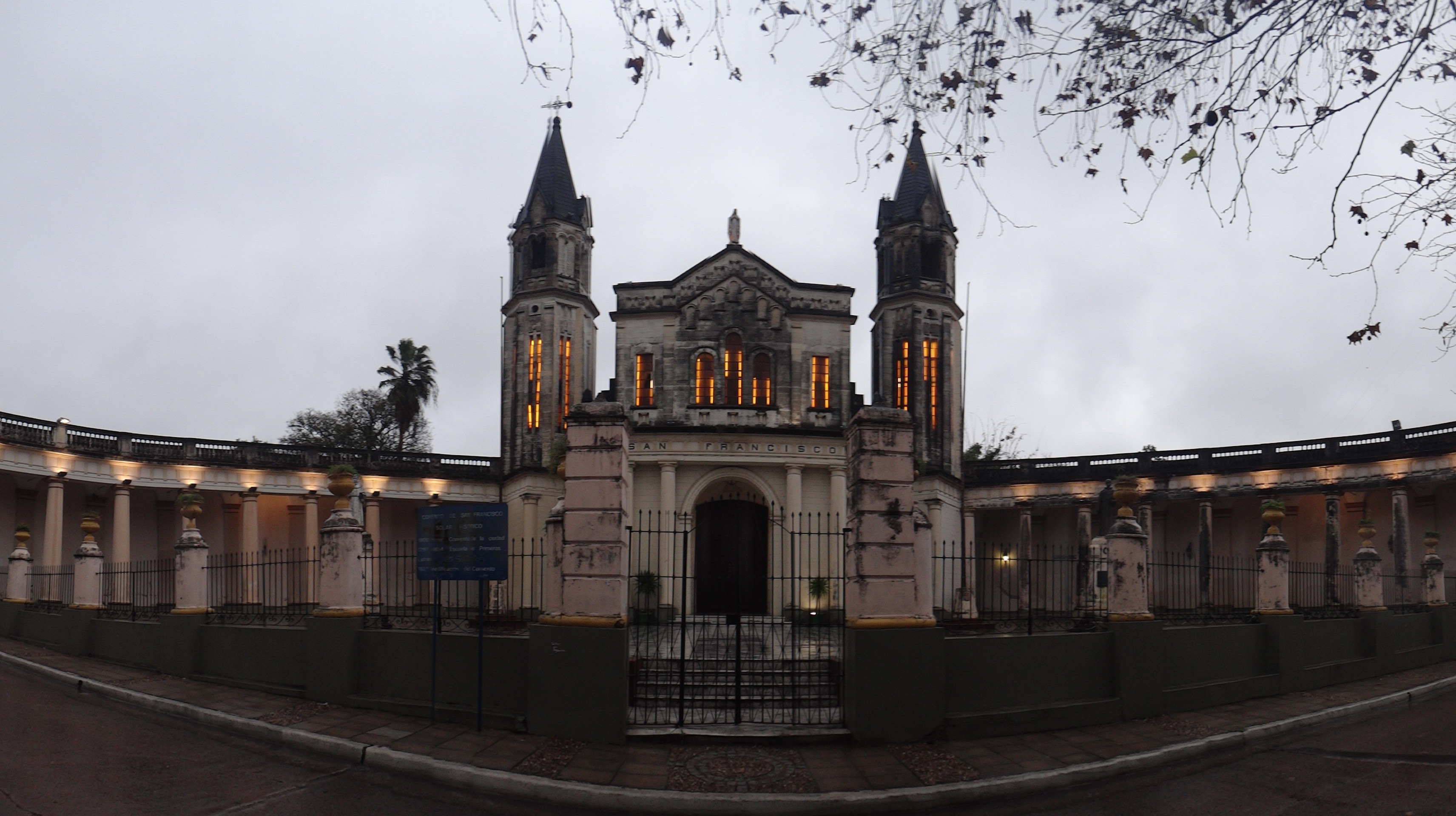
Convento de San Francisco (Corrientes)
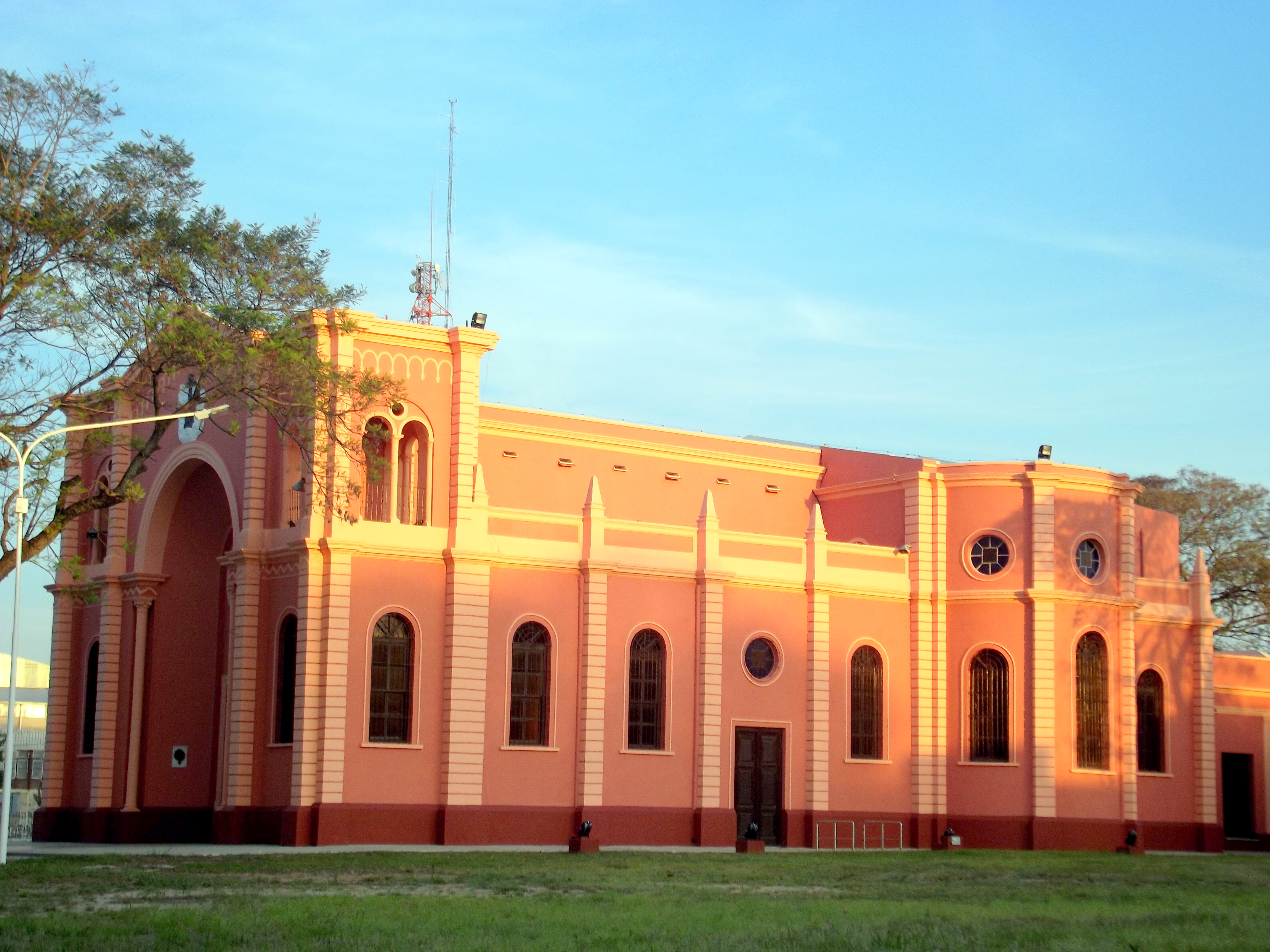
Iglesia de la Santísima Cruz de los Milagros (Corrientes)
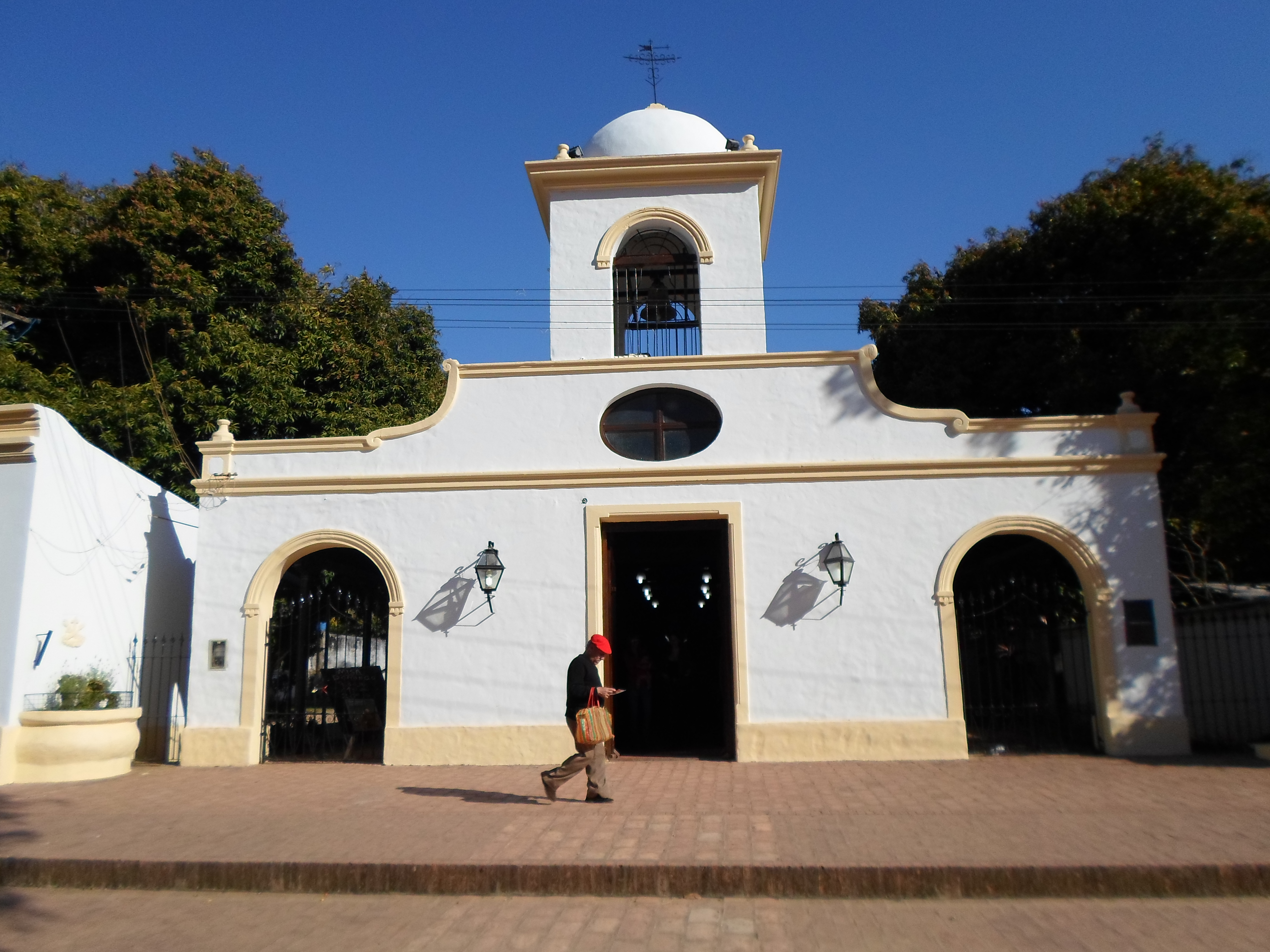
Capilla de Santa Ana de los Guácaras
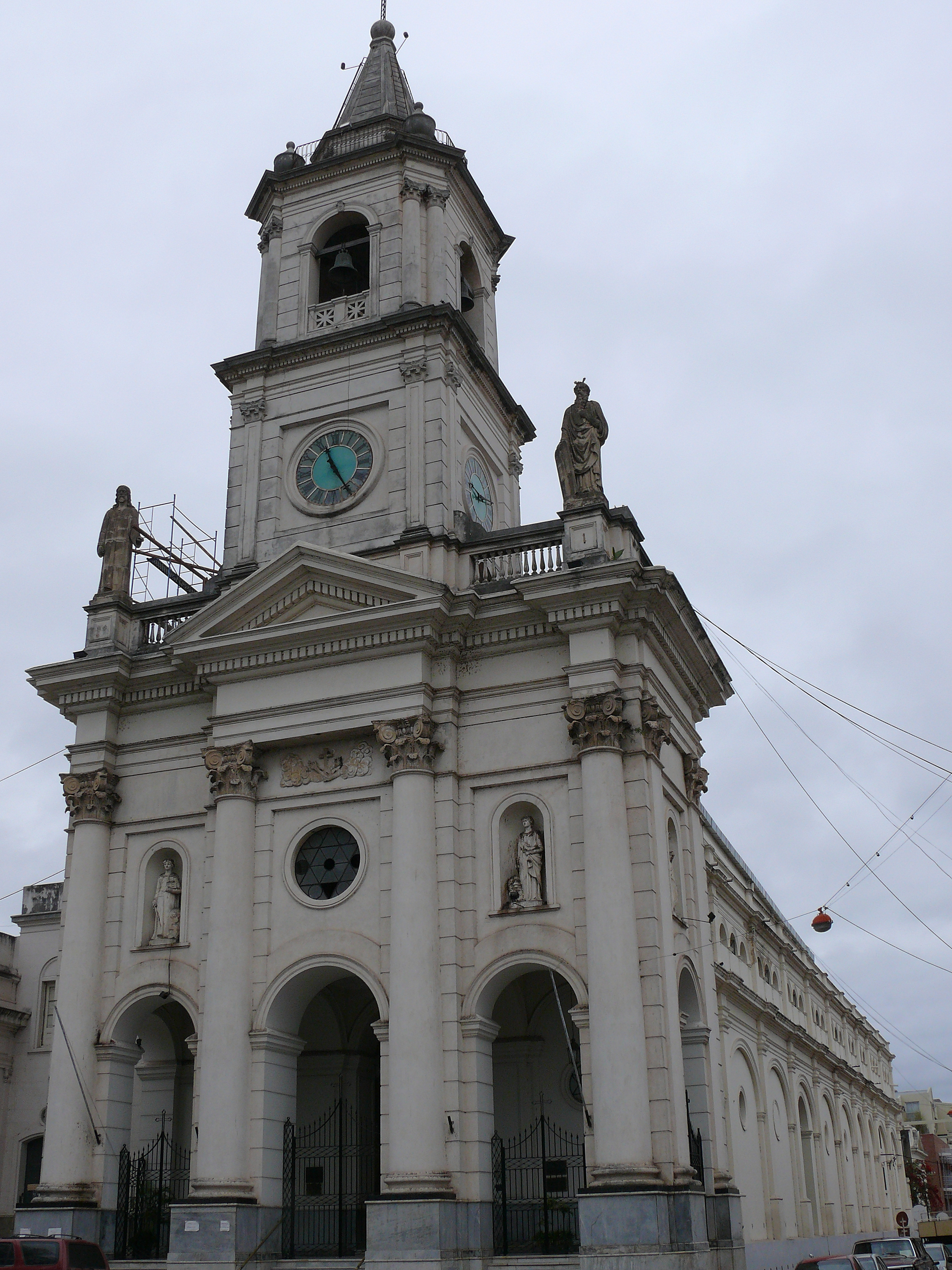
Iglesia de la Merced (Corrientes)
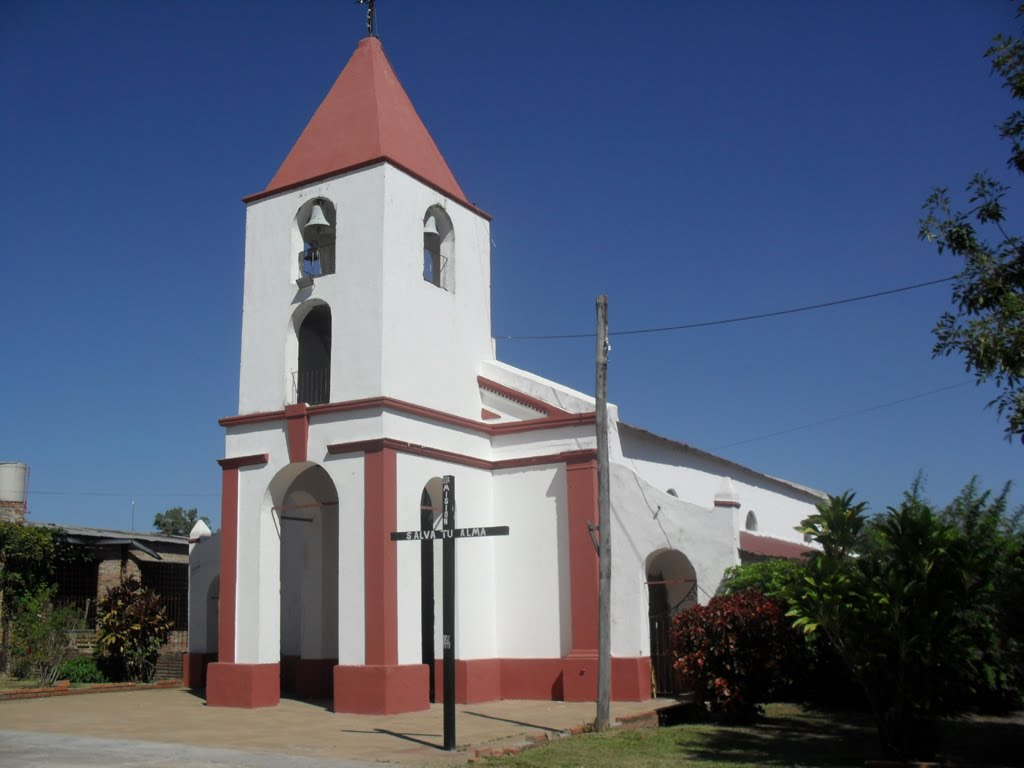
Iglesia de Itá Ibaté